# アントニー・ジェロンチ
アントニー・ジェロンチ（Anthony Jelonch、1996年7月28日 - ）は、トップ14・スタッド・トゥールーザンに所属するラグビー選手。

## プロフィール
- フランス・ヴィック＝フェザンサック出身[1]。
- ポジションはフランカー(FL)。
- 身長 193cm、体重 105kg
- フランス代表キャップは19(2022年10月現在)。

## 略歴
カストル・オランピックを経て、2021年、トゥールーズに加入。  